# Padevoort
De Padevoort is een kleine voormalige Berghse havezate en voormalig adellijk huis in de buurtschap Vinkwijk in het dorp Zeddam. Het huidige huis ligt ten oosten van het dorp en stamt uit de zeventiende eeuw. De naam Padevoort betekent 'doorwaadbare plaats'.

## Geschiedenis
Padevoort wordt rond 1272 genoemd onder de naam Pedelvuort als gebiedsbezit van het klooster Bethlehem. In 1280 is het als akkerland in bezit van Henrick van Hesehusen die Pedelvoort in 1281 overdraagt aan Heer Jacob, pastoor van Zeddam. Aangenomen wordt dat het huis op deze akkers is gebouwd en dat het daar zijn naam aan ontleent.
In 1375 is er sprake van een geslacht Van den Padevoort dat gerekend wordt tot de riddermatigen van 'het land van den Bergh' met de havezate Padevoort als stamhuis.
In 1666 kwam het door naasting in het bezit van de Heren van den Bergh en werd het als jachthuis ingericht.
In 1875 werd het gebouw verkocht aan de Franciscanessen van Heythuysen en vervolgens als Sint-Jozefklooster ingericht. De zusters vestigden er tevens een meisjesschool en een gebouw voor wijkverpleging (tot 1949 "Vereeniging van Vrouwen").
In 1968 werd de Padevoort aangekocht door H.J. Kremer, een aannemer uit Laag-Keppel, die De Padevoort restaureerde en in 1978 doorverkocht aan een particulier die het in 1994 verkocht aan de huidige eigenaar (anno 2015). Het wordt particulier bewoond en is niet toegankelijk voor publiek.

## Fotogalerij

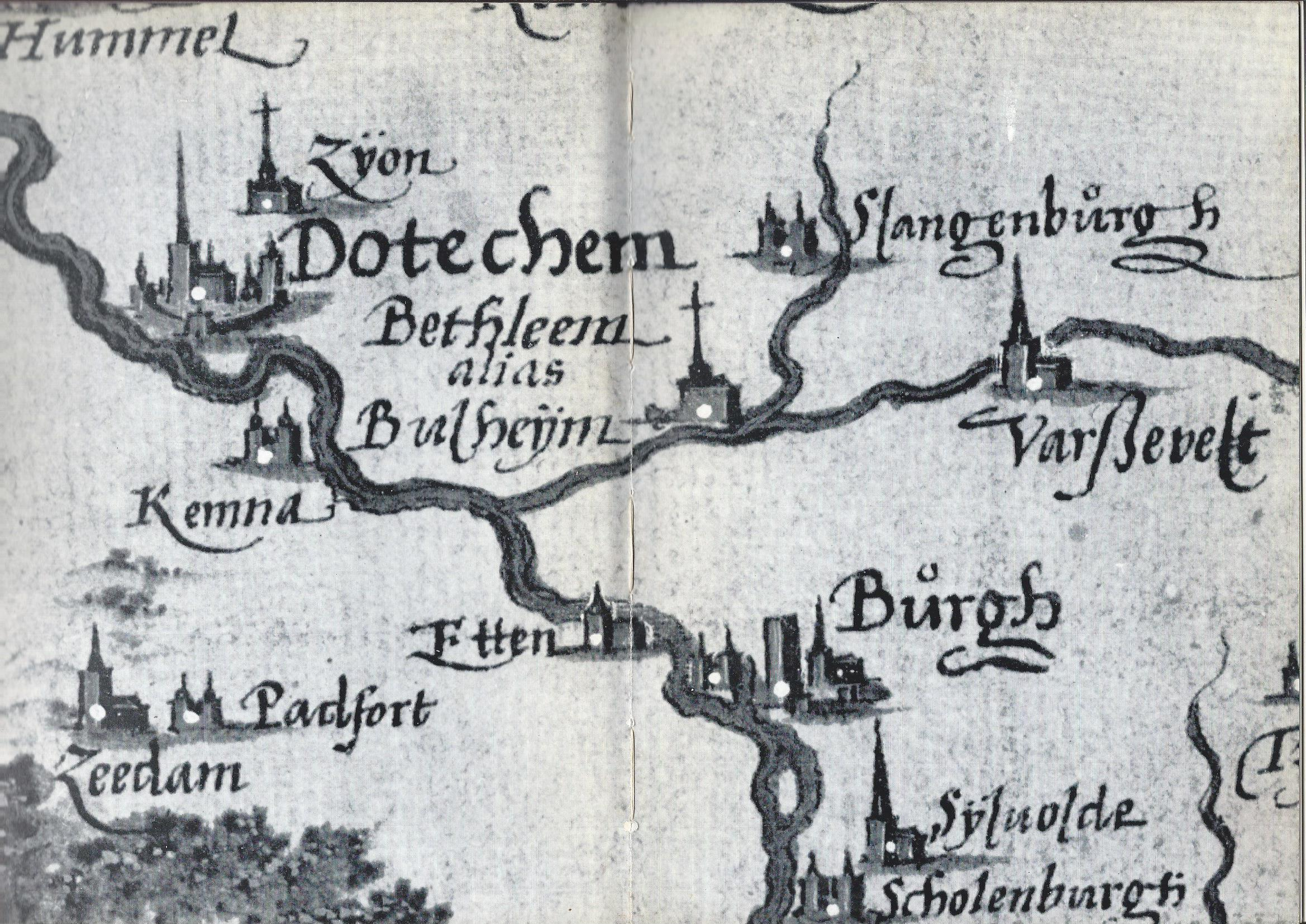
Detail kaart Gelderland en Kleef 1573
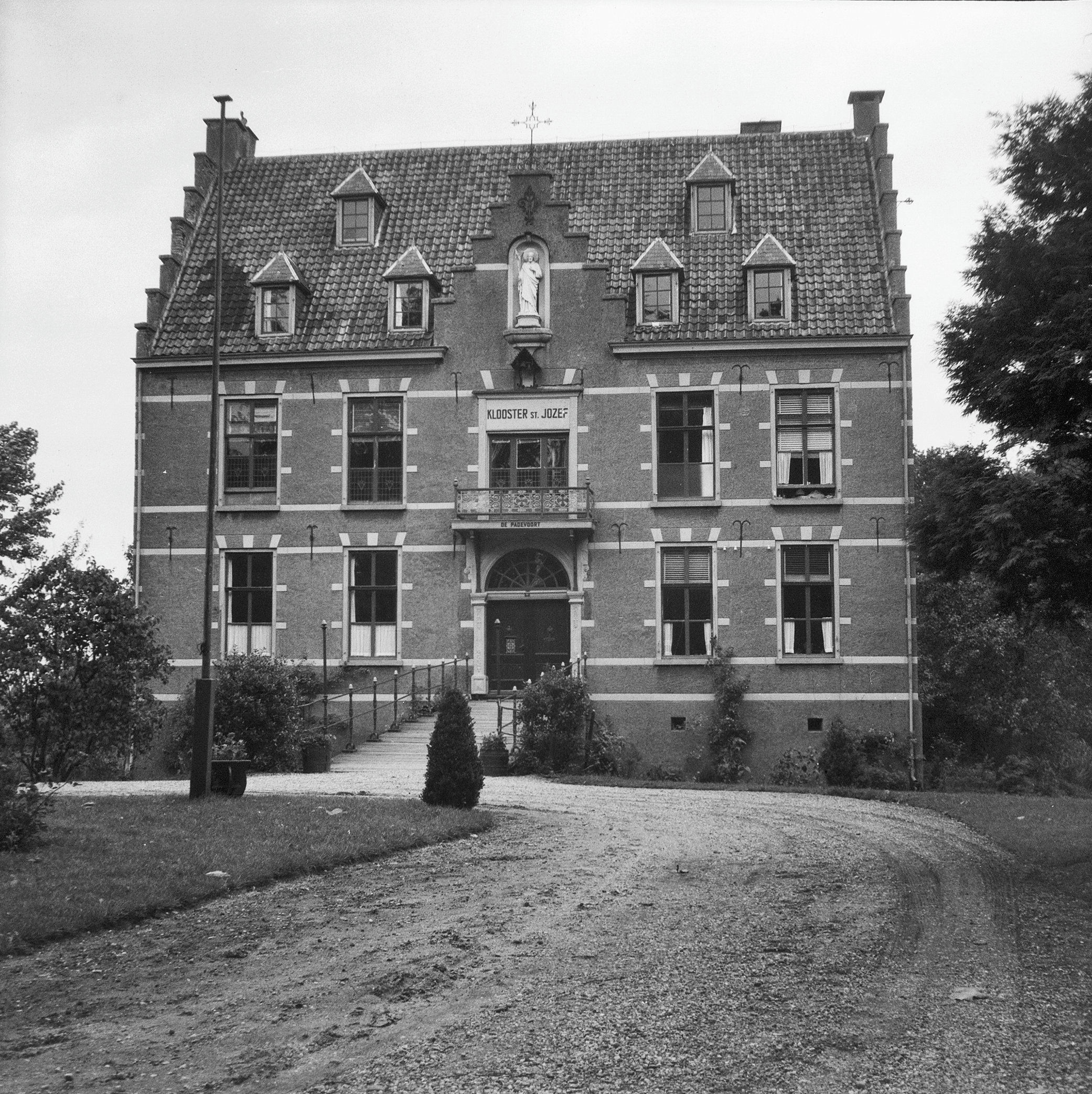
Huis (klooster) 1954
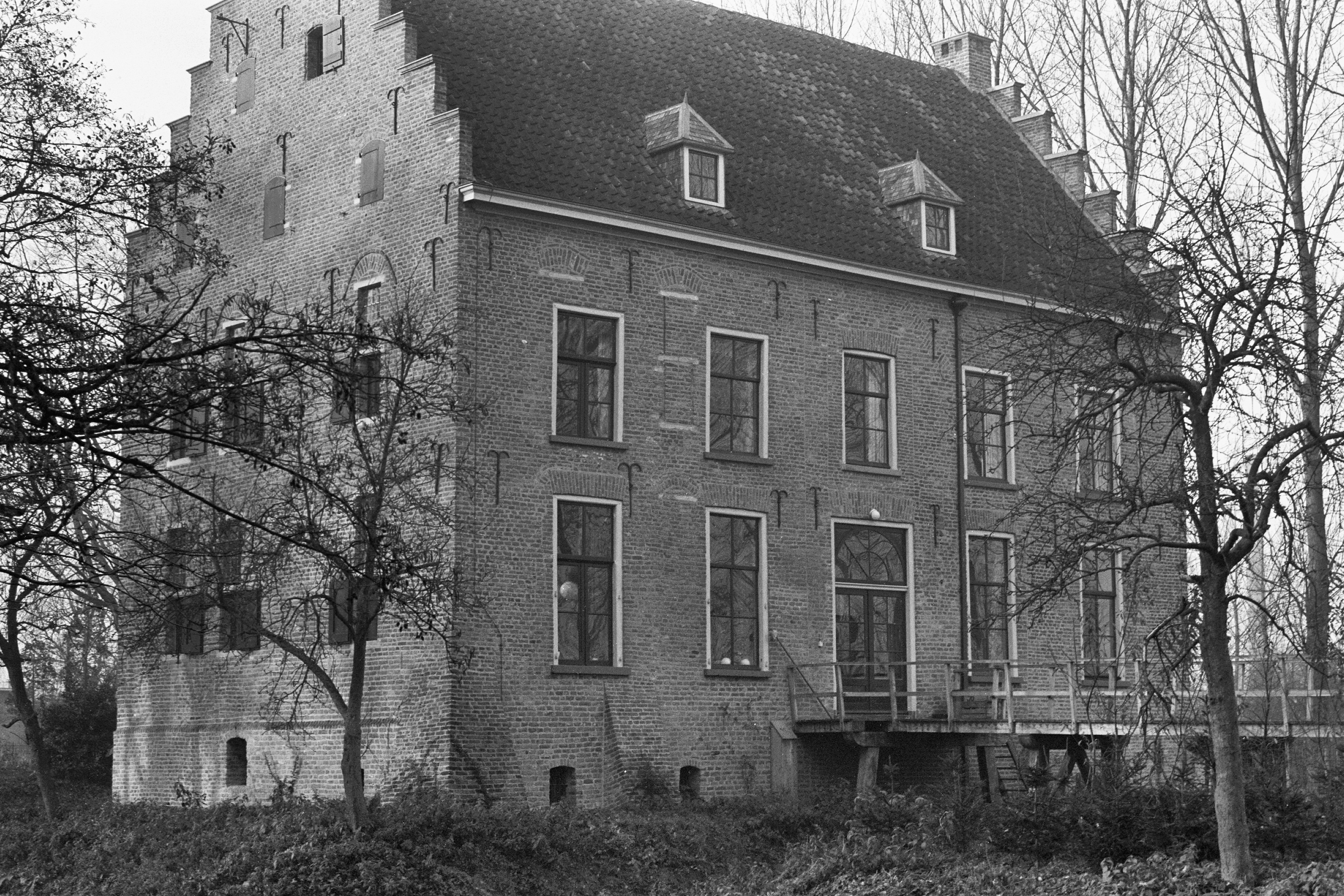
Tijdens de restauratie 1973